# Самофал Денис Вікторович
Денис Вікторович Самофал (позивний «Таліб»; 7 травня 2001, Донецька область — 15 жовтня 2022, у районі с. Нова Кам'янка, Херсонська область) — український військовослужбовець, лейтенант 128 ОГШБр Збройних сил України, учасник російсько-української війни. Герой України (2023, посмертно).

## Життєпис
Родом із Донеччини.
Після закінчення навчання в Національній академії сухопутних військ імені гетьмана Петра Сагайдачного направлений до Збройних сил України. Учасник ООС.
Під час широкомасштабного російського вторгнення служив у лавах 128-ї окремої гірсько-штурмової бригади, командир взводу. Загинув 15 жовтня 2022 року в районі с. Нова Кам'янка на Херсонщині.
Похований в смт Шевченко на Донеччині.

## Нагороди
- звання Герой України з удостоєнням ордена «Золота Зірка» (8 липня 2023, посмертно) — за особисту мужність і героїзм, виявлені у захисті державного суверенітету та територіальної цілісності України, самовіддане служіння Українському народові[1];
- орден Богдана Хмельницького III ступеня (20 квітня 2022) — за особисту мужність і самовіддані дії, виявлені у захисті державного суверенітету та територіальної цілісності України, вірність військовій присязі[2].